# برونو ولکه
برونو ولکه (انگلیسی: Bruno Wolke; ۴ مهٔ ۱۹۰۴ – ۲۳ دسامبر ۱۹۷۳) دوچرخه‌سوار اهل آلمان بود.